# Pravda, Veliko Tărnovo
Pravda (în bulgară Правда) este un sat în comuna Gorna Oreahovița, regiunea Veliko Tărnovo,  Bulgaria. 

## Demografie
Componența etnică a satului Pravda
     Bulgari (89,52%)
     Nicio identificare (9,84%)
     Altele (0,63%)
La recensământul din 2011, populația satului Pravda era de 630 locuitori. Din punct de vedere etnic, majoritatea locuitorilor (89,52%) erau bulgari. Pentru 9,84% din locuitori nu este cunoscută apartenența etnică.